# Диодор (Ларионов)
Монах Диодор (в миру Виталий Сергеевич Ларионов; 31 октября 1975, Казань) — богослов, патролог, переводчик, специалист по средневековой византийской философии, каноническому праву, насельник Богородице-Сергиевой пустыни. Занимается переводами, монастырским издательством, научно-богословской работой.

## Биография
В 1991 году окончил восемь классов средней школы № 39 с английским уклоном, затем перешёл в физико-математический лицей имени Лобачевского при Казанском университете.
С 1999 по 2000 год учился по аспирантской программе на кафедре филологии педагогического факультета Патрского университета в Греции. Посещал семинар по классическим языкам в Греко-латинском кабинете Ю. А. Шичалина. В 2001 году окончил Московскую духовную семинарию.
По окончании семинарии поступил в Богородице-Сергиеву пустынь в Республике Марий Эл.
В 2010—2011 году участвовал в качестве философского редактора и комментатора в подготовке русского издания книги Клаудио Морескини «История патристической философии».

## Богословие
Богословие считает одновременно теоретический и практической дисциплиной. Задачу богословия определяет как создание богословского видения ситуации, в свете которого решение для человека возникает само собой и индивидуально.

Богословие — это такое видение, которое изначально оперирует не концепциями и категориями, а тем, что имеет непосредственное отношение к бытию всякого человека ещё до того момента, когда он задал свой вопрос… При этом богословском видении, которое святые отцы назвали «мистагогией», то есть посвящением в таинства, перед человеческим взором открывается картина того, как Бог устроил мир и совершил его спасение. У человека складывается глубокое внутреннее понимание того, какой дар Бог дал человеку, потому что этот дар мы способны оценить только очищенным умом и очищенным сердцем, иначе он ускользает от нас, даже если мы нечто слышали о нём или прочитали в книгах.
Научное познание в отношении к богословскому исследованию считает инструментом, помогающим использовать ресурсы разума для достижения аскетического идеала. Разум направляет силы души в направлении добродетелей. Добродетель возводит ум к «виртуально-необусловленной реальности», то есть реальности, которая не вызвана необходимостью и возможностью бытия, а сама определяет бытие, будучи источником свободы. Таким образом, нетварная реальность, присущая всякому тварному бытию как внутренний смысл (логос), обосновывает принцип человеческой свободы. В свободном устремлении к Богу и состоит логос человеческой природы, преодолевающей свою ограниченность в соединении с нетварной реальностью божественных энергий. Поэтому учение Григория Паламы об энергиях ставит в основу христологии и сотериологии, при этом для обоснования паламизма активно использует инструментарий схоластики. В целом прослеживается стремление синтезировать различные подходы и привести их к обоснованию основных богословских принципов, прежде всего учения о нетварных божественных энергиях, которое рассматривает как часть христологии.
Одну из важнейших методологических задач богословия видит в соблюдении иерархического порядка бытия — как внутреннего порядка в бытии человека, так и внешнего порядка в структуре тварного бытия космоса. Отсюда, основной проблемой церковной жизни считает подмену главного второстепенным, связывая это с влиянием светских идеологий. Такая подмена приводит к «раздвоенности сознания», которое в богословском плане интерпретируется как влияние несторианства. В решении этих проблем указывает на важность православной христологии.

Внутреннее изменение всегда достигается жизнью в Церкви, участием в таинствах и постоянной духовной работой, которая состоит из созерцательной и практической части. Состояние раздвоенности сознания, которое свойственно сегодня многим верующим, и особенно священникам, не является естественным для человека. Поэтому когда человек приобретает понятие о красоте, возводящее телесные чувства к духовным первообразам, к нему естественным путём постепенно приходит и внутреннее ощущение истины, исправляющее дефекты созерцательной части души, а за познанием истины следует добро, освящающее практическую жизнь. Христианский сознательный подвиг, таким образом, соединяет воедино три неразрывные части внутренней структуры человеческого — и божественного — мира: добро, истину и красоту. Христианину рано или поздно предстоит осознать, что истина — это его судьба.

В этом же контексте рассматривает некоторые богословские предпосылки «Основ социальной концепции Русской Православной Церкви», указывая на недостатки разработанности этого документа с точки зрения православного богословия. Выступает против подмены евангельской проповеди общественной деятельностью (которая часто скрывает внутреннюю обмирщенность, коренящуюся в несторианской христологии), доведенной в своем пределе до отождествления удаления от мира («исихазма») с манихейством. В противоположность такому подходу, православная христология призывает к преображению мира не через общественную деятельность, а через внутреннее очищение и восприятие жертвы Богочеловека Иисуса Христа. В ином случае происходит отождествление «спасения мира» со «служением миру», которое понимается как «социальное служение», причем под последним понимается нравственное улучшение общества; в результате, по мнению монаха Диодора, «возникает новый способ богословствования, который опирается на юридические и социологические понятия и к готовой концепции подбирает те или иные нужные в данный момент цитаты или богословские положения, но который не передает того духа и того сознания, которыми руководствуется Церковь». Выход из этой ситуации видит в возвращении к Христологическому догмату Четвертого Вселенского собора о неслитном и нераздельном соединении природ, которое заключается не только и не столько в разделении природ на божественную и человеческую (следствием чего оказывается и разделение сфер жизни на духовную и материальную), а в их взаимном проникновении и подчинении человеческой природы природе божественной. Поэтому и богочеловеческий организм Церкви целиком и полностью проникнут божественной природой и подчинен ей, вследствие чего и материальная (и общественная) жизнь человека не отделяется от духовной жизни и подчиняется ей. Аналогичный тезисы встречаются в работах прот. Георгия Флоровского (который специально для этого ввел понятие асимметричной христологии), в литургическом богословии архим. Василия Гондикакиса, и у многих других современных богословов.
Монашество рассматривает как синтез теории и практики, обосновывая его с богословских и философских позиций. Видит в монашестве продолжение античной традиции «философской жизни». Христианство, по его мнению, восполняет философию и наделяет её смыслом, помогая видеть обсуждаемые философские предметы в свете благодати. Христианское богословие, по его мнению, наиболее естественным образом выражается в монашеской традиции (обращение, исповедание и свидетельство — как три составляющих христианского предания), поэтому богословие называет «монашеским деланием», хотя при этом не отрицает других подходов.
Впервые в России начал разрабатывать раздел канонического права — монашеское право. Описал источники монашеского права, включив в свой обзор не только документы строго канонического характера, но и святоотеческие правила и уставы монастырей, а также агиографические источники. Указал основные проблемы современного монашеского права:
- Проблема монастырского управления и отношения монастырей с епархиальной властью[8];
- Принцип избрания игумена братством[8];
- Степени монашества и, как следствие, проблема идентичности[9];
- Проблема истолкования монашеских обетов и опасности манипулирования (в связи с обетом послушания);
- Проблемы духовного руководства в монастырях;
- Проблема богословской интерпретации монашеской жизни[4].

## Труды
Статьи
- Аскетическое богословие старца Иосифа Ватопедского / Вступительная статья // Старец Иосиф Ватопедский. Слова утешения. — Богородице-Сергиева пустынь, 2008. Онлайн публикация в четырех частях // Богослов.Ru, 2008
  - Часть первая: путь опытного богопознания;
  - Часть вторая: покаяние и преображение человеческой природы;
  - Часть третья: богоуподобление через богоподражание;
  - Часть четвертая: домостроительное дело Сына Божия.
- Pro domo sua: Несколько слов о православии и национальном патриотизме // Богослов.Ru, 2009
- «В мире, но не от мира»: К вопросу о богословии социального служения // Богослов.Ru, 2009
- О некоторых проблемах интерпретации наследия святителя Григория Паламы // Богослов.Ru, 2009
- Дальнейшие разъяснения о проблемах интерпретации наследия святителя Григория Паламы // Богослов.Ru, 2009
- О борьбе идеологий и церковном сознании // Богослов.Ru, 2010
- Что такое богословие? // Богослов.Ru, 2012
- «Пути» греческого богословия // Богослов.Ru, 2012
- О некоторых проблемах монашеского права: в связи с дискуссией вокруг проекта «Положения о монастырях и монашествующих» // Богослов.Ru, 2012
- Чудеса в решете. Рецензия на книгу архим. Тихона Шевкунова «Несвятые святые». Архивная копия от 23 февраля 2020 на Wayback Machine Совместно с Марией Игнатьевой // Журнал «Континент», второй квартал 2012. Французский перевод: Moine Diodore (Larionov) et Marie Ignatiev. Miracles à gogo // Le Messager Orthodoxe, № 154 (I-2013), 101—107.
- Церковь перед лицом мира: как распутать клубок «сложных» взаимоотношений? (Богослов. Ru, 2013)
- Размышления над кинокартиной «О людях и богах» (Des homes et des dieux). Франция, 2010. Режиссёр Ксавье Бовуа (Богослов. Ru, 2013)
- В Церкви нет процедуры «деканонизации» Архивная копия от 8 июля 2014 на Wayback Machine (Нескучный сад, 2013)
- О вовлеченности в политику и частной жизни Архивная копия от 4 марта 2016 на Wayback Machine (Киевская Русь, 2013)
- Священство как сословие Архивная копия от 5 марта 2016 на Wayback Machine (Киевская Русь, 2013)
- О духовной и канонической ответственности рясофорных иноков Архивная копия от 17 июня 2017 на Wayback Machine (Церковный вестник, 2013)
- Левиафан Архивная копия от 8 февраля 2015 на Wayback Machine (Правмир, 2015)
- «Собранный воедино»: происхождение и изначальное содержание понятия «монах» на Востоке по памятникам II—IV вв.: часть I. Свидетельства греческих и коптских источников // Богословский вестник. 2016. — № 20-21 (1-2). — С. 221—248.
- «Собранный воедино»: происхождение и изначальное содержание понятия «монах» на Востоке по памятникам II—IV вв.: часть II. Свидетельства сирийских источников // Богословский вестник. 2016. — № 22-23 (3-4). — С. 234—263.
- Яннис Димитракопулос и его работы по «византийскому паламизму». Предисловие к публикации русского перевода статьи «Григорий Палама — экзистенциалист? Реконструкция подлинного значения его комментарияна Исх. 3:14: „Ἐγώ εἰμι ὤν“» // ESSE: Философские и теологические исследования. — 2019. — Т. 4, № 1. — С. 282—305. — DOI 10.31119/essephts.2019.4.1.9.

Переводы
- Старец Иосиф Ватопедский. Ватопедские оглашения. — Богородице-Сергиева пустынь, 2006.
- Старец Иосиф Ватопедский. Слова утешения. — Богородице-Сергиева пустынь, 2008.
- Архимандрит Василий Иверский. Входное: Элементы литургического опыта таинства единства Православной Церкви. — Богородице-Сергиева пустынь, 2010.
- Димитракопулос Я. Григорий Палама — экзистенциалист? Реконструкция подлинного значения его комментария на Исх. 3:14: «Ἐγώ εἰμι ὤν» / Пер. с англ. монаха Диодора (Ларионова) // ESSE: Философские и теологические исследования. — 2019. — Т. 4, № 1. — С. 306—349. — DOI 10.31119/essephts.2019.4.1.10.
- Василий (Гондикакис), архим. Духовная жизнь в меняющемся мире: 12 слов о спасении / перевод с греческого: монах Диодор (Ларионов), Татьяна Артюхова. — М.: Никея, 2020. — 269 с. — (Серия «Афонская традиция. XXI век»). — ISBN 978-5-907202-97-9

Интервью
- Богословие как монашеское делание // Богослов.Ru, 2014

### Цикл бесед на телевидении
- Беседы с монахом. Часть первая Архивная копия от 5 марта 2016 на Wayback Machine (Телеканал ГТРК «Марий Эл»)
- Беседы с монахом. Часть вторая Архивная копия от 5 марта 2016 на Wayback Machine (Телеканал ГТРК «Марий Эл»)
- Диалог с монахом: монашество и современность Архивная копия от 12 мая 2019 на Wayback Machine (Телеканал ГТРК «Марий Эл»)
- Диалог с монахом: начало монашеского пути Архивная копия от 12 мая 2019 на Wayback Machine (Телеканал ГТРК «Марий Эл»)
- Два монаха(фильм) (Телеканал ГТРК «Марий Эл»)
- О монашестве, Докинзе и византийской философии (Фонд «Теоэстетика»)

## Отзывы
Некоторыми церковными и светскими учёными Диодор назван одним из самых перспективных молодых богословов Русской православной церкви. В частности, патролог А. Г. Дунаев отозвался о нём как об одном из наиболее ярких представителей современного русского богословия. Преподаватель факультета философии МГУ Максим Горюнов ставит его в ряд с ведущими богословами и публицистами Русской православной церкви и приводит в пример как «талантливого молодого теолога». Рецензия монаха Диодора на фильм Андрея Звягинцева «Левиафан» вошла в двадцатку текстов, отобранных телеканалом «Дождь» для обязательного прочтения.
В то же время консервативные православные активисты, в частности, Кирилл Фролов, считают монаха Диодора «русофобом», пропагандистом «восточного папизма» и представителем «антицерковной оппозиции». Яков Кротов относит его к «ложной оппозиции».